# Liste der Baudenkmäler in Obernzenn
Auf dieser Seite sind die Baudenkmäler in dem mittelfränkischen Markt Obernzenn zusammengestellt. Diese Tabelle ist eine Teilliste der Liste der Baudenkmäler in Bayern. Grundlage ist die Bayerische Denkmalliste, die auf Basis des Bayerischen Denkmalschutzgesetzes vom 1. Oktober 1973 erstmals erstellt wurde und seither durch das Bayerische Landesamt für Denkmalpflege geführt wird. Die folgenden Angaben ersetzen nicht die rechtsverbindliche Auskunft der Denkmalschutzbehörde.

## Baudenkmäler nach Gemeindeteilen

### Obernzenn
| Lage                                     | Objekt                                                                                        | Beschreibung | Akten-Nr.     | Bild           |
| ---------------------------------------- | --------------------------------------------------------------------------------------------- | --- | ------------- | -------------- |
| Am Plärrer 13 (Standort)                 | Walmdachhaus                                                                                  | Wappenstein bezeichnet „1750“; nicht nachqualifiziert | D-5-75-156-1  | weitere Bilder |
| Frickleinsmühle 1 (Standort)             | Frickleinsmühle                                                                               | Satteldachhaus, bezeichnet „1840“; nicht nachqualifiziert | D-5-75-156-18 | BW             |
| Kirchgasse 1 (Standort)                  | Evangelisch-lutherische Pfarrkirche St. Gertrud                                               | Turm und Chor 1456, Langhaus 1853; mit Ausstattung | D-5-75-156-3  | weitere Bilder |
| Kirchgasse 1 (Standort)                  | Friedhof                                                                                      | Mit Grabmälern des 18. und 19. Jahrhunderts derer von Seckendorff-Gutend und von Seckendorff-Aberdar | D-5-75-156-3  | weitere Bilder |
| Kirchgasse 6 (Standort)                  | Torhaus der ehemaligen Kirchhofbefestigung                                                    | Walmdachbau auf Hakengrundriss, Fachwerk, 18. Jahrhundert; nicht nachqualifiziert | D-5-75-156-5  | weitere Bilder |
| Kirchgasse 7 (Standort)                  | Pfarrhaus                                                                                     | Satteldachhaus mit verputztem Fachwerkobergeschoss und offenem Fachwerkgiebel, 17. Jahrhundert; nicht nachqualifiziert                                                                                        | D-5-75-156-6  | weitere Bilder |
| Konrad-Geisselbrecht-Straße 1 (Standort) | Walmdachhaus                                                                                  | Mit Fachwerkobergeschoss, Ende des 18. Jahrhunderts | D-5-75-156-7  | weitere Bilder |
| Marktplatz 7 (Standort)                  | Gasthaus Krone                                                                                | Zweigeschossiger, traufseitiger Halbwalmdachbau mit Ecklisenen und Gesimsgliederung, bezeichnet 1835 | D-5-75-156-13 | weitere Bilder |
| Marktplatz 8 (Standort)                  | Gasthaus zum Roß                                                                              | Zweigeschossiger, nach Westen abgewalmter Satteldachbau mit massivem Erdgeschoss sowie Fachwerkobergeschoss und -giebel, bezeichnet „1577“                                                                    | D-5-75-156-14 | weitere Bilder |
| Marktplatz 9 (Standort)                  | Ehemaliges Schulhaus, jetzt Rathaus                                                           | Walmdachhaus, um 1800; nicht nachqualifiziert | D-5-75-156-15 | weitere Bilder |
| Pfarrgasse 1 (Standort)                  | Sogenanntes Spitl, ehemaliges Frühmesshaus, Schulhaus und Spital                              | Zweigeschossiger Sandsteinquaderbau mit verputztem Fachwerkobergeschoss, mit Schopfwalmen, wohl erste Hälfte 18. Jahrhundert                                                                                  | D-5-75-156-49 | weitere Bilder |
| Pfarrgasse 2 (Standort)                  | Ehemaliges Seckendorff-Gudentsches Amtshaus                                                   | Satteldachhaus mit Fachwerkobergeschoss, bezeichnet „1565“ und „1684“; nicht nachqualifiziert | D-5-75-156-16 | weitere Bilder |
| Pfarrgasse 2 (Standort)                  | Fachwerkscheune                                                                               | mit Halbwalmdach und Eulenlöchern, 1686/1687; nicht nachqualifiziert | D-5-75-156-16 | weitere Bilder |
| Seckendorffstraße 1 (Standort)           | Blaues Schloss                                                                                | Unregelmäßig dreiflügelige Anlage, mit dem Roten Schloss zusammen einen Binnenhof einschließend, Nordtrakt 1696, Osttrakt 1711–18, wohl nach Plan von Gabriel de Gabrieli, Westtrakt 1756–57; mit Ausstattung | D-5-75-156-12 | weitere Bilder |
| Seckendorffstraße 1 (Standort)           | Eisengussbrücke                                                                               | 1747 | D-5-75-156-12 | weitere Bilder |
| Seckendorffstraße 1 (Standort)           | Gartenanlagen                                                                                 | Mit Gartenarchitektur und Sandsteinfiguren, 18. Jahrhundert | D-5-75-156-12 | weitere Bilder |
| Seckendorffstraße 1 (Standort)           | Gartenmauer                                                                                   | Sandsteinquadermauerwerk, 18. und 19. Jahrhundert | D-5-75-156-12 | weitere Bilder |
| Seckendorffstraße 3 (Standort)           | Rotes Schloss                                                                                 | Dreiflügelanlage, 1745, wohl nach Plan von Leopoldo Retti, auf gemeinsamem Grabenplateau mit dem Blauen Schloss                                                                                               | D-5-75-156-11 | weitere Bilder |
| Seckendorffstraße 5 (Standort)           | Ehemalige Stallung des Roten Schlosses                                                        | 18. Jahrhundert | D-5-75-156-10 | weitere Bilder |
| Seckendorffstraße 6 (Standort)           | Ehemaliges Wirtschaftsgebäude des Blauen Schlosses                                            | 18. Jahrhundert | D-5-75-156-9  | weitere Bilder |
| Seckendorffstraße 6 (Standort)           | Scheune                                                                                       | Bezeichnet „1750“ | D-5-75-156-9  | weitere Bilder |
| Seckendorffstraße 12 (Standort)          | Ehemalige Wirtschaftsgebäude des Blauen Schlosses, jetzt Familienarchiv derer von Seckendorff | Bezeichnet „1748“ | D-5-75-156-4  | weitere Bilder |
| Seckendorffstraße 14, 16, 18 (Standort)  | Ehemalige Wirtschaftsgebäude des Roten Schlosses, Dreiseithof                                 | 1705 (dendrochronologisch datiert) | D-5-75-156-8  | weitere Bilder |
| Urphertshofener Straße 11 (Standort)     | Eisenmühle                                                                                    | Halbwalmdachbau, Hausteinquader, 1843; nicht nachqualifiziert | D-5-75-156-19 | BW             |
| Gahberg (Standort)                       | Israelitischer Friedhof                                                                       | Ummauerte Anlage mit Grabsteinen, zumeist 19. Jahrhundert | D-5-75-156-23 | weitere Bilder |

### Breitenau
| Lage                    | Objekt                            | Beschreibung                                                                             | Akten-Nr.     | Bild |
| ----------------------- | --------------------------------- | ---------------------------------------------------------------------------------------- | ------------- | ---- |
| Breitenau 16 (Standort) | Ehemalige Kapelle, jetzt Wohnhaus | 18. Jahrhundert                                                                          | D-5-75-156-20 | BW   |
| St 2253 (Standort)      | Steinkreuz                        | Spätmittelalterlich; nicht nachqualifiziert, im Bayerischen Denkmal-Atlas nicht kartiert | D-5-75-156-21 | BW   |

### Egenhausen
| Lage                     | Objekt                                            | Beschreibung | Akten-Nr.     | Bild           |
| ------------------------ | ------------------------------------------------- | --- | ------------- | -------------- |
| Egenhausen 45 (Standort) | Ehemaliges Pfarrhaus                              | Geburtshaus des Theologen Gottfried Thomasius (geb. 1802, Inschrifttafel), zweigeschossiges Halbwalmdachhaus, 18. und spätes 19. Jahrhundert                                  | D-5-75-156-48 | weitere Bilder |
| Egenhausen 47 (Standort) | Evangelisch-lutherische Pfarrkirche Allerheiligen | Chorturmkirche, Langhaus im Kern 12./13. Jahrhundert, 1768 ausgebaut, Turm 15. Jahrhundert; mit Ausstattung                                                                   | D-5-75-156-22 | weitere Bilder |
| Egenhausen 47 (Standort) | Kirchhofmauer                                     | | D-5-75-156-22 | weitere Bilder |
| Egenhausen 71 (Standort) | Altes Schloss (Forsthaus)                         | Eingeschossiger Satteldachbau mit Freitreppe, bezeichnet „1685“, „1750/51“ | D-5-75-156-24 | weitere Bilder |
| Egenhausen 73 (Standort) | Ehemaliges Gasthaus „Zum Lindenzweig“             | Im Kern barock, 18. Jahrhundert, Umbau bezeichnet „1906“ (Tafel über Eingang)                                                                                                 | D-5-75-156-24 | weitere Bilder |
| Egenhausen 71 (Standort) | Scheune                                           | Halbwalmdachbau, 17. Jahrhundert (Anm.: Im Putzgefach der Remise findet sich eine Inschrift „MH 1751“, so dass von einer Erbauung gemeinsam mit dem Haupthaus auszugehen ist) | D-5-75-156-24 | weitere Bilder |
| Egenhausen 73 (Standort) | Stallung                                          | Walmdachbau, 17./18. Jahrhundert (Anm.: Erbauung gemäß dendrochronologischer Untersuchung 1751)                                                                               | D-5-75-156-24 | weitere Bilder |
| Egenhausen 73 (Standort) | Wehrmauer                                         | Zwischen Scheune und Stallung | D-5-75-156-24 | weitere Bilder |
| Birkach (Standort)       | Grenzstein Nr. 20                                 | Wohl 18. Jahrhundert (teilweise im Gemeindegebiet von Oberdachstetten) | D-5-71-183-21 | BW             |

### Hörhof
| Lage          | Objekt      | Beschreibung | Akten-Nr.     | Bild |
| ------------- | ----------- | ------------ | ------------- | ---- |
| Au (Standort) | Feldkapelle | 1850         | D-5-75-156-26 | BW   |

### Limbach
| Lage                  | Objekt                | Beschreibung                                                | Akten-Nr.     | Bild |
| --------------------- | --------------------- | ----------------------------------------------------------- | ------------- | ---- |
| Limbach 12 (Standort) | Fachwerkwohnstallhaus | Eingeschossig, Ende 18. Jahrhundert; nicht nachqualifiziert | D-5-75-156-27 | BW   |

### Oberaltenbernheim
| Lage                           | Objekt        | Beschreibung                           | Akten-Nr.     | Bild                                                                                           |
| ------------------------------ | ------------- | -------------------------------------- | ------------- | ---------------------------------------------------------------------------------------------- |
| Oberaltenbernheim 6 (Standort) | Wohnstallhaus | Mit Krüppelwalm, Sandsteinquader, 1864 | D-5-75-156-28 | weitere Bilder                                                                                 |
| Oberaltenbernheim 8 (Standort) | Veitsmühle    | Wohnhaus mit Schopfwalm, 1861          | D-5-75-156-29 | [[Vorlage:Bilderwunsch/code!/C:49.456974,10.505977!/D:Oberaltenbernheim 8 , Veitsmühle!/\|BW]] |

### Unteraltenbernheim
| Lage                                                | Objekt                                         | Beschreibung                                                                                        | Akten-Nr.     | Bild           |
| --------------------------------------------------- | ---------------------------------------------- | --------------------------------------------------------------------------------------------------- | ------------- | -------------- |
| Hauptstraße 13 (Standort)                           | Ehemaliges Seckendorffsches Schloss            | Walmdachbau, im Kern Ende 16. Jahrhundert                                                           | D-5-75-156-31 | weitere Bilder |
| Hauptstraße 13 (Standort)                           | Rundturm                                       | Spätmittelalterlich                                                                                 | D-5-75-156-31 | weitere Bilder |
| Hauptstraße 13 (Standort)                           | Fachwerkscheune                                | 17. Jahrhundert                                                                                     | D-5-75-156-31 | BW             |
| Hauptstraße 15 (Standort)                           | Katholische Filialkirche St. Peter und Paul    | Chor, 14. Jahrhundert, Turm und Langhaus Ende 15. Jahrhundert, 1786–89 umgestaltet; mit Ausstattung | D-5-75-156-32 | weitere Bilder |
| Hauptstraße 15 (Standort)                           | Kirchhofmauer                                  | | D-5-75-156-32 | weitere Bilder |
| Hauptstraße 18 (Standort)                           | Zwei Ausleger an Gaststätte                    | 18./19. Jahrhundert; nicht nachqualifiziert                                                         | D-5-75-156-33 | weitere Bilder |
| nordwestlich des evangelischen Friedhofs (Standort) | Wegkapelle                                     | 18./19. Jahrhundert; nicht nachqualifiziert                                                         | D-5-75-156-35 | weitere Bilder |
| Kirchweg 1 (Standort)                               | Evangelisch-lutherische Pfarrkirche St. Martin | Saalbau von 1848; mit Ausstattung                                                                   | D-5-75-156-34 | weitere Bilder |

### Unternzenn
| Lage                        | Objekt                                        | Beschreibung                                                                        | Akten-Nr.     | Bild           |
| --------------------------- | --------------------------------------------- | ----------------------------------------------------------------------------------- | ------------- | -------------- |
| Hölzleinsmühle 2 (Standort) | Wappenstein der Hölzleinsmühle                | Bezeichnet „1715“; nicht nachqualifiziert                                           | D-5-75-156-42 | BW             |
| Unternzenn 8 (Standort)     | Evangelisch-lutherische Pfarrkirche St. Maria | Turm und Chor im Kern 15. Jahrhundert, Langhaus 1730–31; mit Ausstattung            | D-5-75-156-36 | weitere Bilder |
| Unternzenn 8 (Standort)     | Kirchhof mit Kirchhofmauer                    |                                                                                     | D-5-75-156-36 | weitere Bilder |
| Unternzenn 10 (Standort)    | Ehemaliges Schul- und Lehrerwohnhaus          | Erdgeschossiger Satteldachbau, Fachwerk- bzw. Sandsteinbau, 18. bis 19. Jahrhundert | D-5-75-156-37 | weitere Bilder |

Schloss Unternzenn
Schloß Unternzenn: ummauerte Gesamtanlage mit Torturm des 16. Jahrhunderts mit Fachwerkgeschoß und Dachreiter. Aktennummer: D-5-75-156-38.
- Hauptbau (Haus Nr. 12, Fl. Nr. 35) (Lage), Satteldach mit Zwerchhaus, Flügelanbauten und Treppenturm, im Kern spätmittelalterlich, 1752/53 ausgebaut, um 1900 Außengestaltung
- dreibogiger Brücke (Lage) über ehemaliges Grabengelände
- Schloßpark (Lage), um 1800 englisch umgestaltet mit Spuren der regelmäßigen Anlage, Irrgarten und Schirmpavillon auf Massivsockel (Fl. Nr. 36)

Wirtschaftshof: 
- Pferdestall, 18. Jahrhundert, ausgebaut im 19. Jahrhundert
- Scheune, bezeichnet „1681“
- sogenanntes Bauernhaus, 17./18. Jahrhundert, mit angebauter Schweinestallung des 17. Jahrhunderts
- Amtshaus (Haus Nr. 13, Fl. Nr. 34) (Lage), massiver Halbwalmdachbau, 1735
- Archivgebäude, 1735, angebaut Waschhaus
- Orangerie, Walmdachbau, um 1760
- an Orangerie angebaute Holzlege, um 1800
- Gärtnerhaus und Kellergebäude (Haus Nr. 14, Fl. Nr. 39) (Lage), Fachwerkgebäude mit massiven Erneuerungen, bezeichnet „1688“ und „1790“, über Kellergeschoß

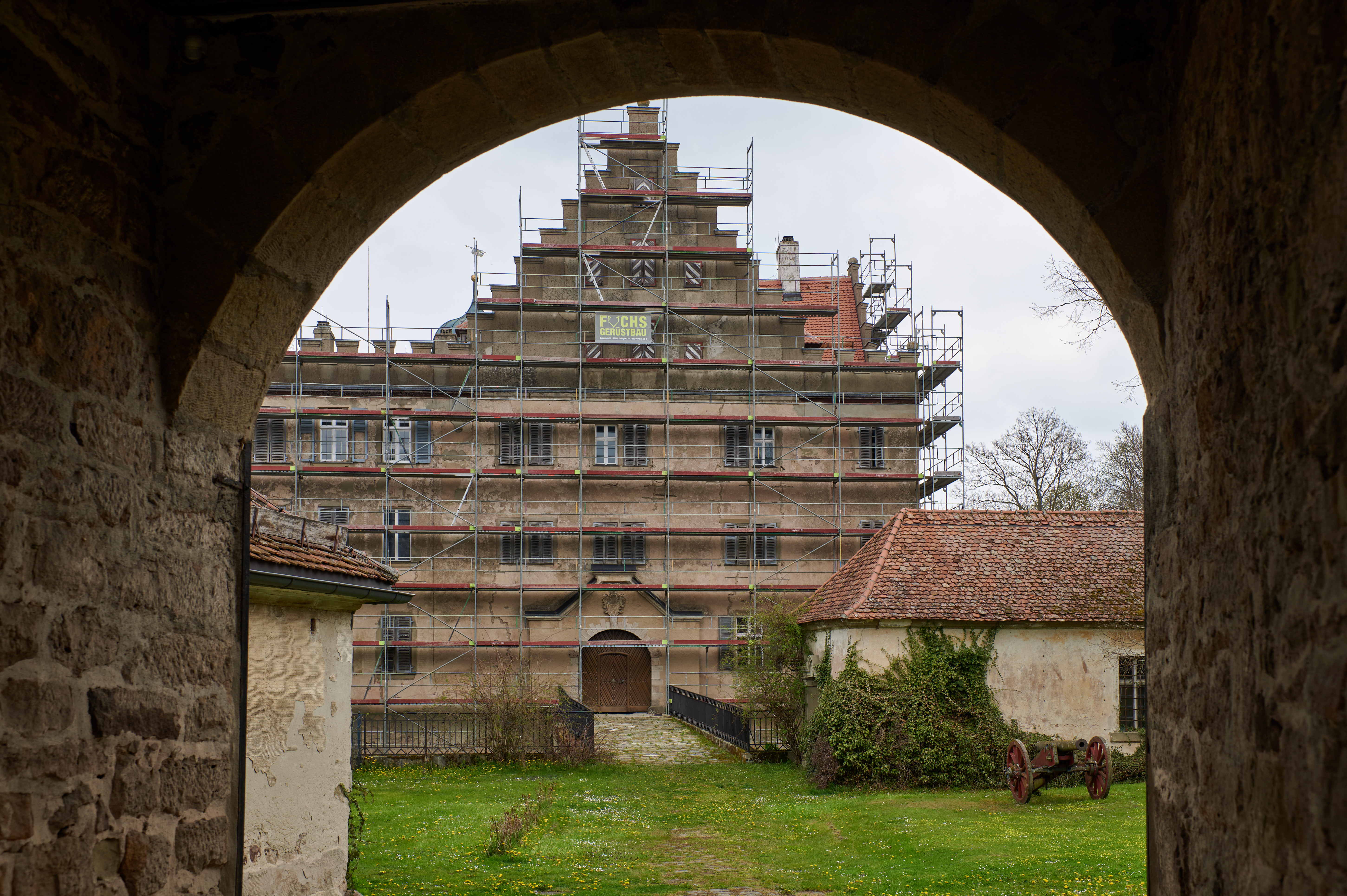
Hauptbau weitere Bilder
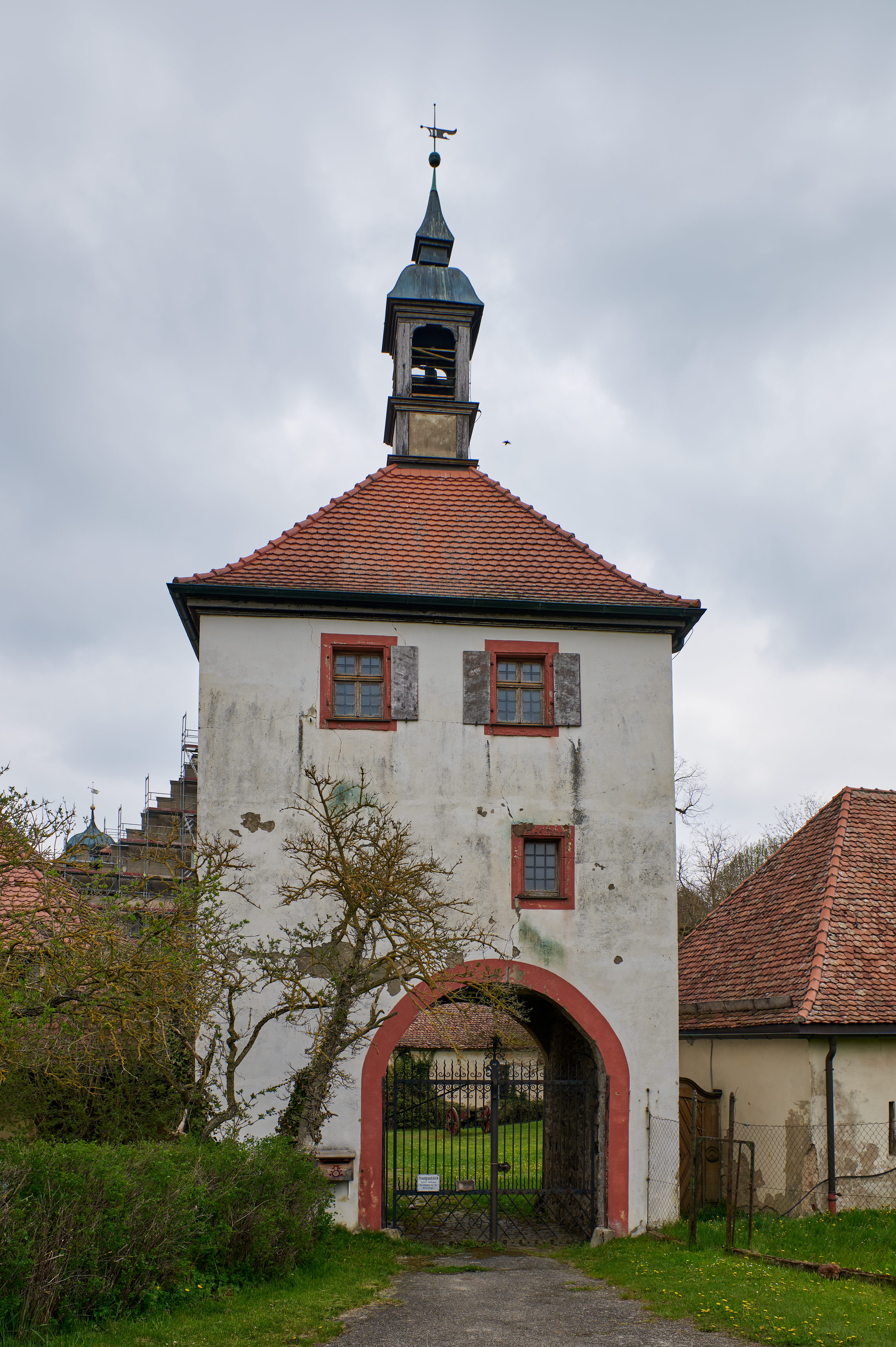
Torhaus weitere Bilder
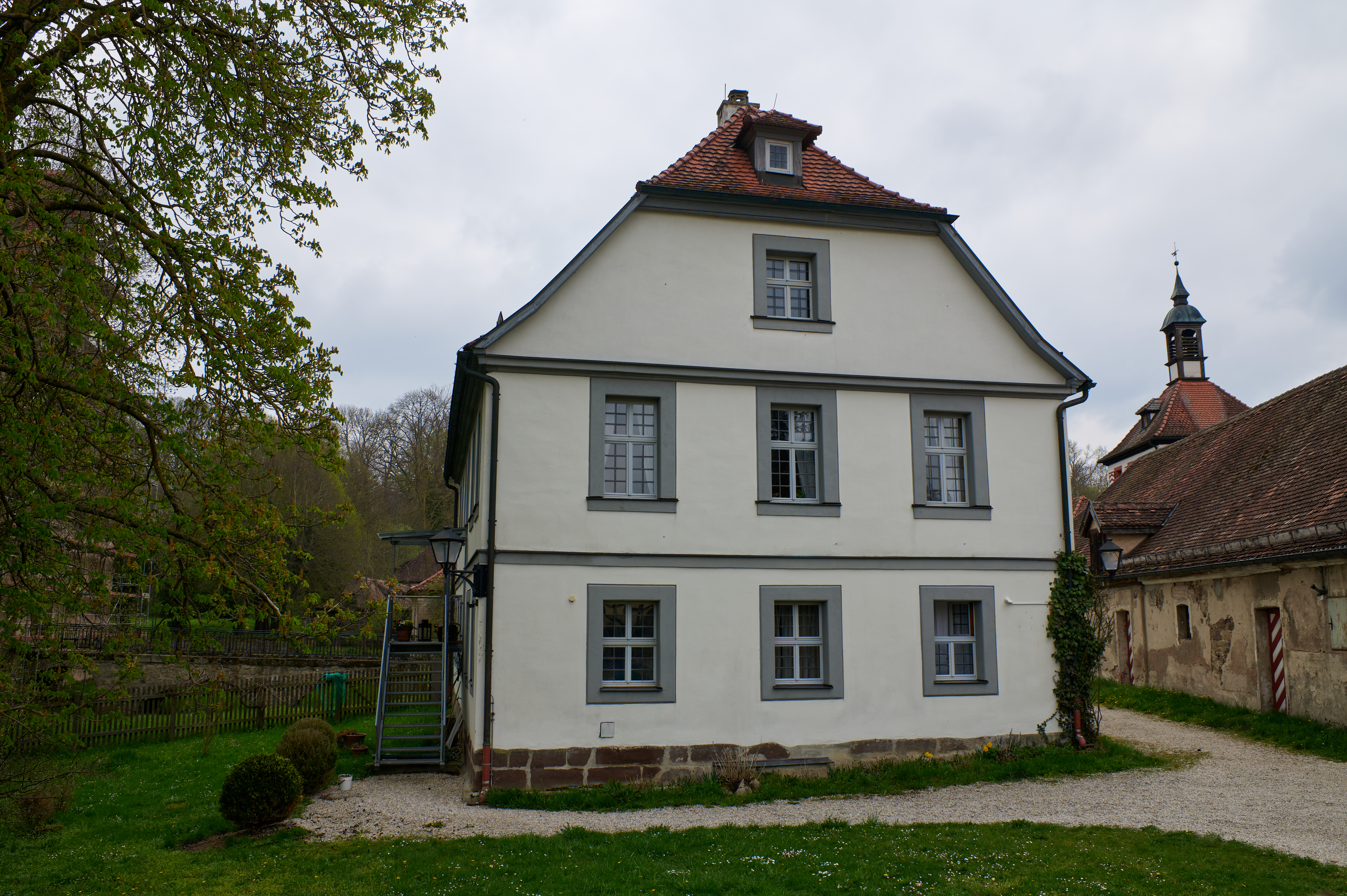
Amtshaus weitere Bilder
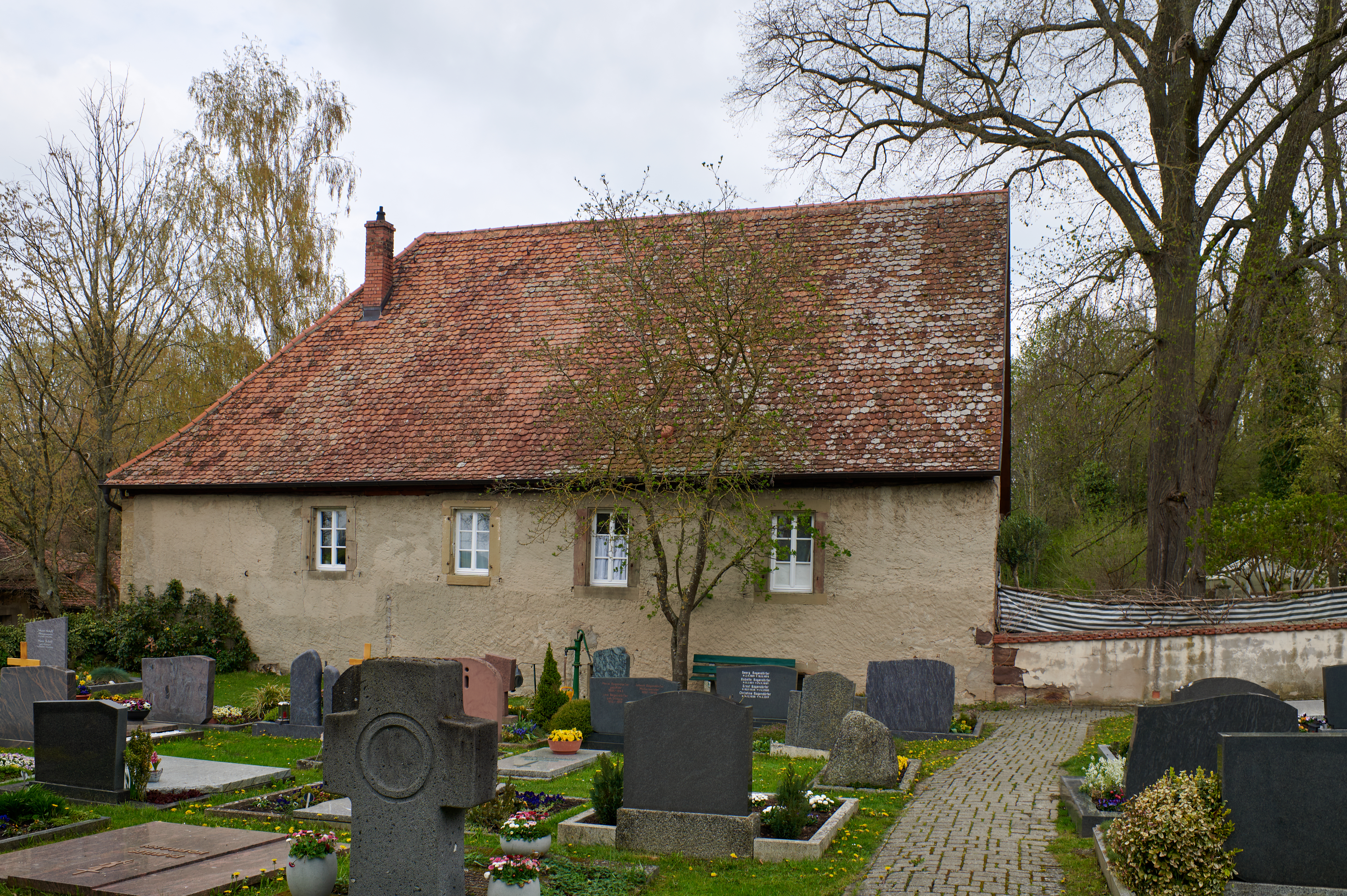
Gärtnerhaus weitere Bilder

| Lage                     | Objekt                  | Beschreibung                                                            | Akten-Nr.     | Bild           |
| ------------------------ | ----------------------- | ----------------------------------------------------------------------- | ------------- | -------------- |
| Unternzenn 21 (Standort) | Altsitz                 | Fachwerkkleinhaus, bezeichnet „1830“                                    | D-5-75-156-39 | weitere Bilder |
| Unternzenn 23 (Standort) | Gasthaus Goldener Löwe  | Zweigeschossiger Walmdachbau, Freitreppe, zweite Hälfte 18. Jahrhundert | D-5-75-156-40 | weitere Bilder |
| Unternzenn 31 (Standort) | Ehemaliges Gemeindehaus | Eingeschossig, Mansardsatteldach, zweite Hälfte 18. Jahrhundert         | D-5-75-156-41 | weitere Bilder |

### Urphertshofen
| Lage                                                                                           | Objekt                                                  | Beschreibung | Akten-Nr.     | Bild           |
| ---------------------------------------------------------------------------------------------- | ------------------------------------------------------- | --- | ------------- | -------------- |
| Urphertshofen 27 (Standort)                                                                    | Wappenstein                                             | bezeichnet mit „1718“ | D-5-75-156-45 | weitere Bilder |
| Urphertshofen 34 (Standort)                                                                    | Ehemaliges Schulhaus                                    | zweigeschossiges Walmdachhaus, architektonisch gegliederter Sandsteinquaderbau, 1880 | D-5-75-156-50 | weitere Bilder |
| Urphertshofen 34 1/2 (Standort)                                                                | Evangelisch-lutherische Kirche St. Jakobus und Nikolaus | Chorturmkirche, 12./13. Jahrhundert; mit Ausstattung | D-5-75-156-43 | weitere Bilder |
| Urphertshofen 34 1/2 (Standort)                                                                | Kirchhofmauer                                           | | D-5-75-156-43 | weitere Bilder |
| Urphertshofen 60 (Standort)                                                                    | Kapelle                                                 | Sandsteinquaderbau mit Satteldach und rund geschlossenem Chor, über der Chorwand asymmetrischer Glockengiebel, zugehöriger Übergang zum Waldheim mit Fachwerkobergeschoss, 1927/28 von Germann Bestelmeyer; mit Ausstattung | D-5-75-156-52 | BW             |
| Urphertshofen 69 (Standort)                                                                    | Fachwerkkleinhaus                                       | 18./19. Jahrhundert | D-5-75-156-44 | BW             |
| In Urphertshofen, an der Straße nach Obernzenn (Standort)                                      | Brechhaus                                               | bezeichnet mit „1786“ | D-5-75-156-46 | weitere Bilder |
| Im Ulenbach, Staatswald Abteilung Dachsbau an der Nordgrenze bei Staatswaldstein 95 (Standort) | Drei Grenzsteine                                        | 18. Jahrhundert (teilweise im Gemeindegebiet von Oberdachstetten) | D-5-71-146-49 | BW             |

## Ehemalige Baudenkmäler
In diesem Abschnitt sind Objekte aufgeführt, die früher einmal in der Denkmalliste eingetragen waren, jetzt aber nicht mehr. Objekte, die in anderem Zusammenhang – also z. B. als Teil eines Baudenkmals – weiter eingetragen sind, sollen hier nicht aufgeführt werden. Aktennummern in diesem Abschnitt sind ehemalige, jetzt nicht mehr gültige Aktennummern.

| Lage                                              | Objekt         | Beschreibung                           | Akten-Nr.     | Bild |
| ------------------------------------------------- | -------------- | -------------------------------------- | ------------- | ---- |
| Oberaltenbernheim Oberaltenbernheim 15 (Standort) | Hierzu Scheune | mit Schopfwalm, Anfang 19. Jahrhundert | D-5-75-156-30 | BW   |

## Abgegangene Baudenkmäler
In diesem Abschnitt sind Objekte aufgeführt, die früher einmal in der Denkmalliste eingetragen waren, jetzt aber nicht mehr existieren, z. B. weil sie abgebrochen wurden. Aktennummern in diesem Abschnitt sind ehemalige, jetzt nicht mehr gültige Aktennummern.

| Lage                                      | Objekt                           | Beschreibung                                                                 | Akten-Nr.     | Bild           |
| ----------------------------------------- | -------------------------------- | ---------------------------------------------------------------------------- | ------------- | -------------- |
| Urphertshofen Urphertshofen 35 (Standort) | Ehemaliges Schul- und Mesnerhaus | Zweigeschossiges Walmdachhaus, 18. Jahrhundert; auf Kirchhofmauer aufsitzend | D-5-75-156-51 | weitere Bilder |